# Páll Sándor
Páll Sándor (Péterréve, 1954. február 15. – Újvidék, 2010. július 7.) szerbiai magyar irodalomkutató, lektor, művelődéstörténész, egyetemi tanár, politikus.

## Életpályája
Az általános iskolai tanulmányait Péterrévén végezte el. 1973-ban érettségizett az óbecsei gimnáziumban. 1973–1977 között az Újvidéki Egyetem Bölcsészettudományi Kar jugoszláv irodalom szakos hallgatója volt. 1977–1979 között Óbecsén oktatott. 1979–1983 között az ELTE Bölcsészettudományi Karának szláv tanszékén dolgozott lektorként. 1983–1985 között, valamint 1987–1998 között az óbecsei Városi Múzeum munkatársa volt. 1985–1987 között a pozsonyi Komensky Egyetem oktatója volt. 1988-ban doktorált. 1994–1996 között a Vajdasági Magyarok Demokratikus Közösségének alelnöke, 1996-tól elnöke volt. 1998 óta az Újvidéki Egyetem szerb nyelvészeti tanszékének a docense volt. 2006-ig az óbecsei képviselő-testület elnöke volt.
56 éves korában, agyvérzésben halt meg. Szülőhelyén, a péterrévei Római katolikus temetőben helyezték örök nyugalomra.

### Munkássága
Kiváló ismerője és szakértője volt a szerb nyelvnek és nyelvészetnek. Páll Sándor több mint 150 tanulmány és hét önálló könyv szerzője. Több tanulmányt írt a magyar-délszláv és a magyar-szerb kulturális kapcsolatokról. Pártjának fő célja a délvidéki magyarság területi és perszonális autonómiájának megvalósítása.